# Rhenusspeicher

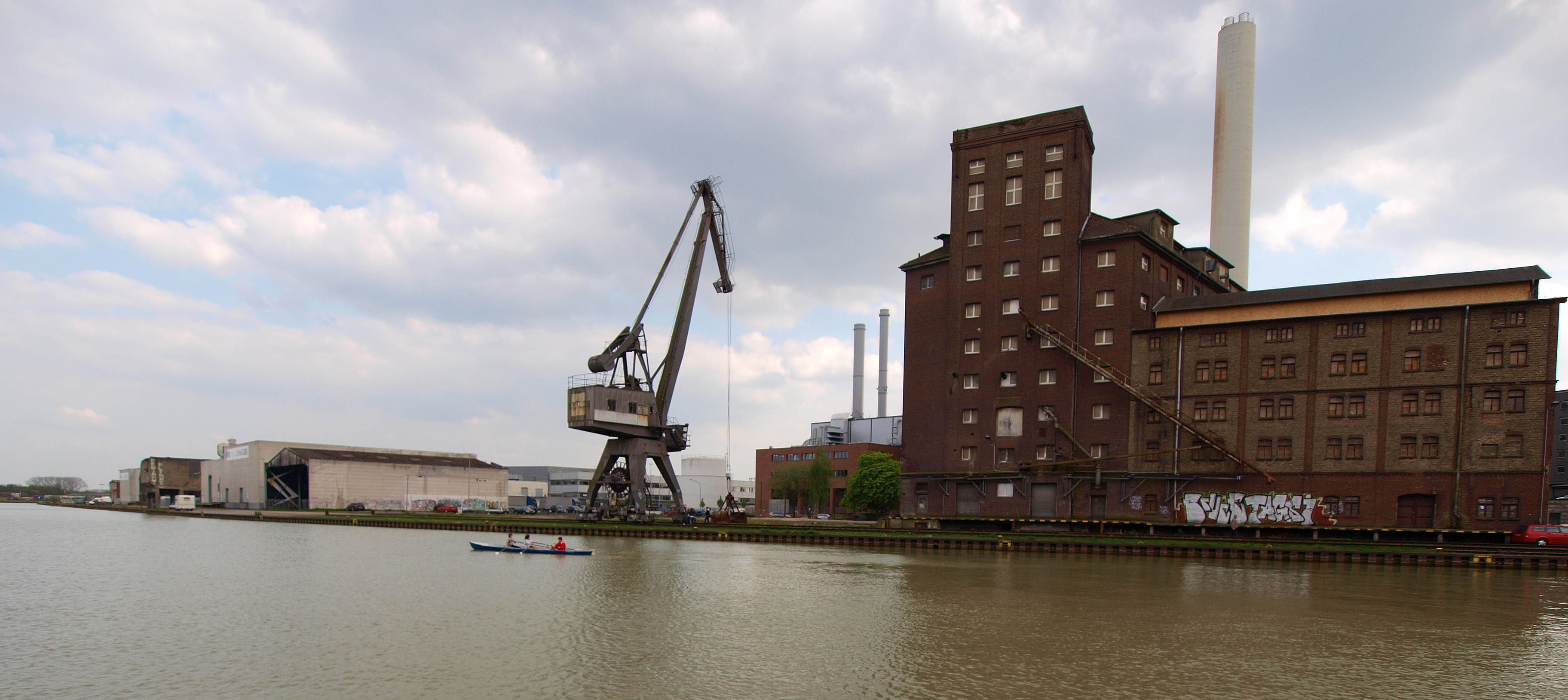
Flechtheimspeicher, Rhenusspeicher, Hafenkran und Lehnkering-Gefahrengutlager (v. r. n. l.)

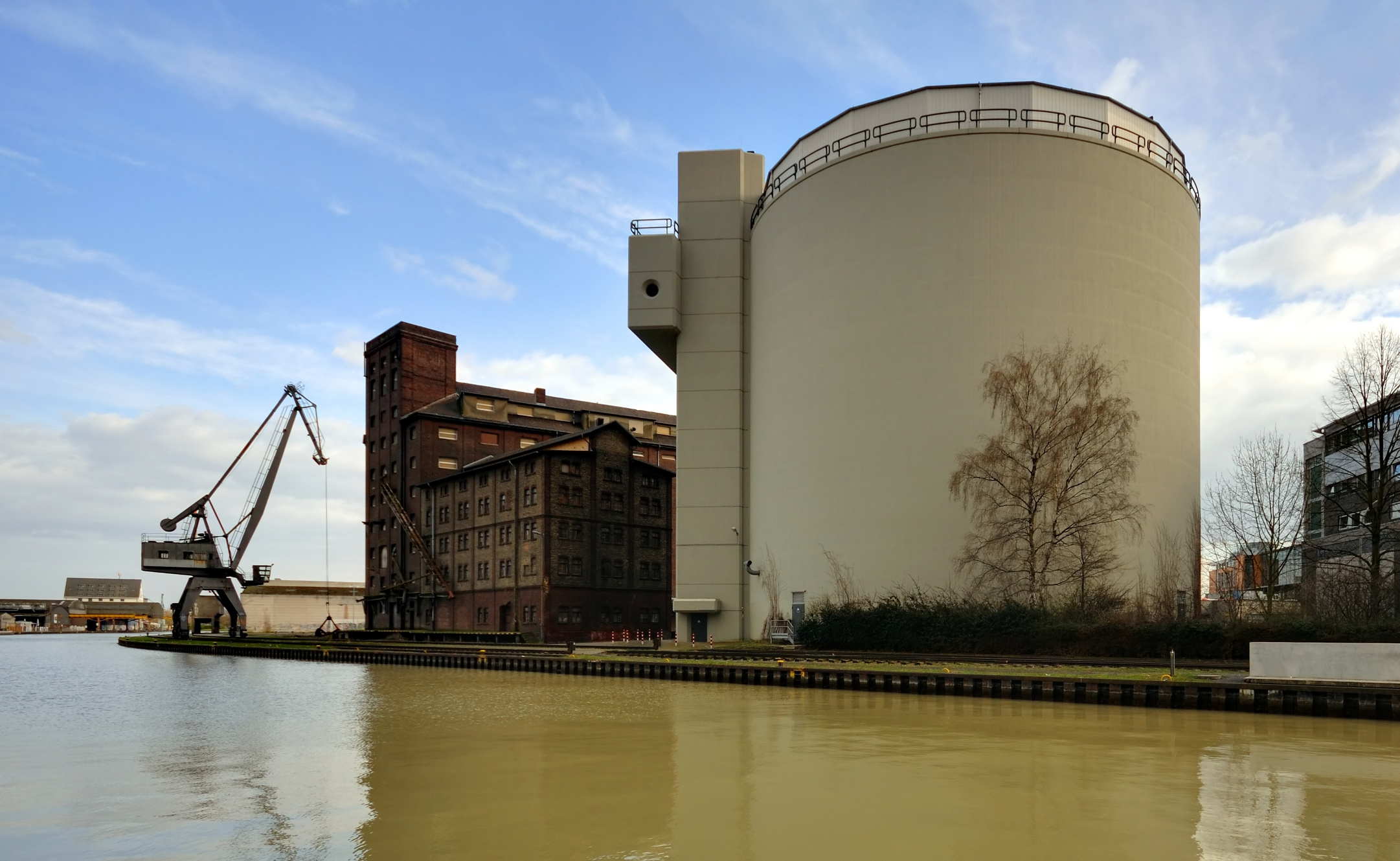
Wärmespeicher rechts, dahinter Flechtheim- und Rhenusspeicher mit Hafenkran

Der Rhenusspeicher ist ein als erhaltenswert eingestufter Getreidespeicher, der von der Firma Rhenus mit Hauptsitz in Hamm errichtet wurde. Es handelt sich um einen Stahlbetonskelettbau mit Klinkerverblendung. Er befindet sich auf der Südseite des Hafenbeckens des Hafens Münster in unmittelbarer Nähe zum ehemaligen Kohlebunker der Stadtwerke sowie dem aus dem Jahre 1962 stammenden Verladekran, dem Wahrzeichen des Münsteraner Hafens. Der Flechtheimspeicher wurde 1939 von Rhenus erworben. Der Rhenusspeicher entstand als Anbau an den inzwischen unter Denkmalschutz stehenden Flechtheimspeicher. Die beiden Speicher sind in jeder Etage über das gemeinsame Treppenhaus miteinander verbunden. Beide Speicher zusammen umfassen eine Nutzfläche von rund 8.600 Quadratmetern, auf denen einst 12.000 Tonnen Getreide gelagert wurden. Anderen Quellen zufolge liegt allein die Fläche der Räumlichkeiten des Rhenusspeichers bei über 80.000 Quadratmetern. Die Geschosshöhe der einzelnen Stockwerke liegt zwischen 3,10 Meter und 4,00 Meter. Die Grundstücke des Rhenus- und Flechtheimspeichers befinden sich im Flur 148 auf den Flurstücken 563 bis 569, die insgesamt 13.600 Quadratmeter umfassen.

## Geschichte
Der Rhenusspeicher, der zehn Stockwerke umfasst, entstand 1939 als Getreide-Silospeicher. Andere Quellen sprechen vom Jahr 1930 als Jahr der Erbauung. Zur Zeit der Bebauung, wie auch 2012, befand sich das Grundstück in einem GI-Industriegebiet. Das Gebäude besteht aus neun regulären Geschossen. Zusätzlich ist im zehnten Stock ein Dachboden untergebracht. Zudem ist das Gebäude unterkellert. Im Eingangsbereich des Erdgeschosses befinden sich die Sozialräume. Weiterhin hängen 53 Beton-Silo-Trichter im Erdgeschoss von der Decke herab. Das Erdgeschoss wie auch die sieben darüber liegenden Stockwerke weisen jeweils eine Fläche 10.000 bis 10.900 Quadratmetern auf. Das Treppenhaus reicht bis in den neunten Stock des Rhenusspeichers, der aus einem hallenartigen Raum besteht. Der Getreidespeicher wurde 68 Jahre bis zur Aufgabe des Standorts durch Rhenus im Jahr 2007 genutzt. In dieser Zeit erfolgte per Schiff die Anlieferung des Getreides, welches in den Silos zwischengelagert wurde, um in Säcke abgefüllt händisch auf Lastwagen verladen zu werden.
1969 konnten die Stadtwerke Münster die Grundstücke des Rhenus- sowie Flechtheimspeichers erwerben. Laut Grundbucheintragungen gingen die Grundstücke bereits 1968 in den Besitz der Stadtwerke über. Seit 1999 befindet sich der Rhenusspeicher – wie auch der angrenzende Flechtheimspeicher – im Besitz der Stadtwerke. Nach Angaben der Stadtwerke Münster lief der Erbbaurechtvertrag der Firma Rhenus bereits 1996 aus, wodurch die Stadtwerke Eigentümer der beiden Speichergebäude wurden. Nach einem Architektenwettbewerb aus dem Jahr 2007 gab es den Plan, den Speicher auf lange Sicht als Hotel oder Bürofläche zu sanieren. Dabei sollte dieser im Besitz der Stadtwerke bleiben, nicht zuletzt, um den Betrieb des nahegelegenen Kraftwerks der Stadtwerke aufgrund von Umbaumaßnahmen zur Reduzierung der Geräuschemission nicht zu beeinträchtigen. Dies gab letztlich den Ausschlag für die Büro-, Archiv- und Kulturnutzung des Speichers. Im März 2012 entschied der Aufsichtsrat des städtischen Unternehmens, den Speicher für diese Nutzung umzubauen. Für den Umbau der Speichergebäude sind seitens der Stadtwerke 18 Millionen Euro aus dem eigenen Budget im Gespräch. Anderen Quellen zufolge ist eine Investition in Höhe von 10 Millionen Euro für die Sanierung notwendig.
Das Wolfgang Borchert Theater wird von der Nord- zur Seiteseite des Hafens in den Rhenusspeicher umziehen. Dabei soll das Foyer des Theaters im Flechtheimspeicher eingerichtet werden.
Die Südseite des Hafenbeckens ist stadtentwicklungstechnisch bisher nicht erschlossen. An der südlichen Stirnseite liegt der ehemalige Kohlebunker des 2005 abgeschalteten Kohlekraftwerks der Stadtwerke. 2007 wurde er in einem Wärmespeicher für die Fernwärme des neuen GuD-Kraftwerks umgerüstet, so dass dieser bestehen bleiben wird. Am Rhenusspeicher steht auch das Wahrzeichen des Hafens, ein alter Entladekran aus dem Jahr 1962.
Im Mai 2012 wurde der Rhenusspeicher erstmals für eine Ausstellung genutzt. Hierzu wurde durch die Stadtwerke Münster eine fünfstellige Summe zur Renovierung der Räumlichkeiten investiert. Seit Juni 2012 existiert der Hafen als Teil des Münster Modells, das vorübergehend im Rhenusspeicher an der Südseite des Mittelhafens ausgestellt wurde.